# Cestrum neblinense
Cestrum neblinense är en potatisväxtart som beskrevs av W.G. D'arcy. Cestrum neblinense ingår i släktet Cestrum och familjen potatisväxter. Inga underarter finns listade i Catalogue of Life.